# Luchthaven Van Ferit Melen
Luchthaven Ferit Melen is een vliegveld in de Oost-Turkse plaats Van. Het vliegveld is genoemd naar de Turkse politicus en premier Ferit Melen (1906-1988).

## Codes
- IATA: VAN
- ICAO: LTCI

## Baan
Het vliegveld beschikt over één baan van asfalt. Deze baan is 2.740 meter lang.

## Luchtvaartmaatschappijen en bestemmingen
- Atlasjet (Istanbul-Atatürk)
- Pegasus Airlines (Ankara, Istanbul-Sabiha Gökçen)
  - Pegasus Airlines geëxploiteerd door Izair (İzmir)
- Turkish Airlines (Ankara, Istanbul-Atatürk, Istanbul-Sabiha Gökçen)
  - Turkish Airlines geëxploiteerd door SunExpress (Antalya, İzmir)

Internationale vliegvelden: Luchthaven Adana Sakirpasa · Luchthaven Ankara Esenboga · Luchthaven Antalya · Luchthaven Bodrum Milas · Luchthaven Dalaman · Luchthaven İzmir Adnan Menderes · Luchthaven Istanbul Atatürk · Luchthaven Istanbul Sabiha Gökçen · Istanbul Airport · Luchthaven Kayseri Erkilet · Luchthaven Trabzon
Regionale vliegvelden: Luchthaven Adıyaman · Luchthaven Afyon · Luchthaven Ağrı · Luchthaven Balıkesir · Luchthaven Bandirma · Luchthaven Batman · Luchthaven Çanakkale · Luchthaven Cardak · Luchthaven Carsamba · Luchthaven Corlu · Luchthaven Diyarbakır · Luchthaven Edremit Korfez · Luchthaven Erhac · Luchthaven Elazığ · Luchthaven Erzincan · Luchthaven Erzurum · Luchthaven Eskişehir · Luchthaven Kahramanmaraş · Luchthaven Kapadokya · Luchthaven Kars · Luchthaven Kastamonu · Luchthaven Konya · Luchthaven Mardin · Luchthaven Merzifon · Luchthaven Muş · Luchthaven Oguzeli · Luchthaven Şanlıurfa · Luchthaven Siirt · Luchthaven Sinop · Luchthaven Sivas Nuri Demirağ · Luchthaven Suleyman Demirel · Luchthaven Tokat · Luchthaven Uşak · Luchthaven Van Ferit Melen · Luchthaven Yenisehir